# El castillo de Sant'Angelo y el Tíber, Roma
El Castillo de Sant'Angelo y el Tíber, Roma es un cuadro realizado entre 1826 y 1828 por Jean-Baptiste Corot, y que representa el paisaje formado por el Castillo Sant'Angelo y el río del Tíber, en Roma, Italia.

## Historia
El cuadro fue donado en 1906 al Museo del Louvre por Étienne Moreau-Nélaton, y desde entonces forma parte de las colecciones del Departamento de Pinturas, donde lleva el número de inventario RF 1622, y figura expuesto en la sala 69 : Colección Moreau-Nélaton.